# Conversor de mídia
Em Redes de Computadores tem a função de conversão de mídias, por exemplo, Fibra óptica (Multi-Modo / Monomodo) para Cabo de par trançado (UTP). Esse equipamento caracteriza-se por necessitar de uma fonte de alimentação interna ou externa.
Atualmente para estender uma rede e, uma distância acima do padrão utilizamos os conversores de mídia Ao invés dos Repedidores , pois os conversores de mídia transformam o sinal elétrico em um sinal óptico que tem a capacidades de ir bem mais longe que o cabo metálico.
Na entrada (UTP) em (RJ-45) para conectar a rede e do outro lado uma interface óptica com um ou mais conectores,variando com os modelos.Na outra ponta conecta a fibra e retira o sinal elétrico como se estivesse conectado ao seu SWITCH local.    
O preço do equipamento varia de acordo com a marca, com o tipo de mídia a ser convertida e as distancias a serem atingidas. 
1. ↑  https://backend.intelbras.com/sites/default/files/2019-05/Datasheet_Conversores_Midia_02-19_6.pdf